# Eurytoma terrea
Eurytoma terrea är en stekelart som beskrevs av Bugbee 1951. Eurytoma terrea ingår i släktet Eurytoma och familjen kragglanssteklar. Inga underarter finns listade i Catalogue of Life.